# レジェンド・オブ・ロンギヌス
『レジェンド・オブ・ロンギヌス』（Die Jagd nach der heiligen Lanze）は、2010年にドイツで製作・放映されたテレビ映画。『悪魔のコード』の続編である。

## キャスト
- カイ・ヴィージンガー
- ベティーナ・ツィマーマン
- ファビアン・ブッシュ
- ソニア・ゲアハルト
- ルドルフ・マーティン
- ユルゲン・プロフノウ

## スタッフ
- 監督：フロリアン・バクスマイヤー
- 製作：シュテファン・ライザー、フェリックス・ツァッコー
- 脚本：デレク・マイスター
- 撮影：ペーター・クラウゼ
- 音楽：クラウス・バデルト、クリストファー・カーマイケル